# Cristian Bofill
Cristian Jorge Bofill Rodríguez (Valparaíso, 5 de septiembre de 1959) es un periodista y analista político chileno. Actualmente es dueño y director del medio informativo digital que inició en 2020: Ex-Ante.

## Primeros años y estudios
Nació en Valparaíso, el 5 de septiembre de 1959. Hizo sus estudios de enseñanza básica en Santiago y en enero de 1973 se trasladó con su familia a Sao Paulo, Brasil, país donde vivió hasta 1990.
Estudió Periodismo en Comunicación Social en la Faculdade Cásper Líbero de São Paulo (1979-1983). Posteriormente participó en un Programa de Graduados Latinoamericanos de la Universidad de Navarra de España (1984).
Es divorciado y tiene tres hijos.

## Carrera profesional
Entre 1985 y 1986 fue redactor de la sección Internacional en el periódico O Estado de S. Paulo, y entre 1986 y 1987 fue corresponsal para la Agencia UPI en São Paulo. Luego, entre 1987 y 1990 trabajó como corresponsal itinerante por América Latina del diario O Estado de S. Paulo, cubriendo una serie de conflictos y elecciones en países como Argentina, Perú, Chile, Colombia, Nicaragua y El Salvador. 
En julio de 1990 regresó a Chile y asumió como editor general de la revista Qué Pasa de Santiago. Se desempeñó en el cargo hasta 1993, cuando asumió la dirección de dicha revista. Paralelamente, en 1993 participó como panelista en el programa político Televisión Abierta de La Red.
En 1999, tras dejar Qué Pasa, fue nombrado director del periódico La Tercera.
En julio de 2008 se incorporó como panelista del programa político Terapia Chilensis de Radio Duna y posteriormente participó en el programa Hablemos en off en la misma estación radial. Entre agosto de 2011 y julio de 2013 integró el programa Tolerancia cero de Chilevisión.
El 14 de agosto de 2013 Canal 13 emitió un comunicado donde se anunció que Bofill asumiría el cargo de director general de Prensa a partir del 9 de septiembre del mismo año. Un año más tarde, el 23 de septiembre de 2014 fue nombrado por el directorio de la estación como su nuevo director ejecutivo, en reemplazo de Luis Hernán Browne.
Tras el despido de Jaime de Aguirre como director de programación y controversias dentro del canal debido a los bajos resultados en índice de audiencia de teleseries y otros programas, el 6 de octubre de 2016 Canal 13 emite un nuevo comunicado donde se anuncia que Alejandra Pérez Lecaros será la nueva directora ejecutiva del canal y Bofill reasumirá la dirección general de prensa en Teletrece, lo que también significó dejar como subdirector de prensa a Enrique Mujica.
En marzo de 2018, Bofill dejó Canal 13 y fue nombrado gerente de Estrategia y Nuevos Negocios de TV-Medios, holding propietario de la estación. Bofill también se desempeña como panelista de T13 Radio y de Mesa Central, programa político de Canal 13. Además de analista de política chilena, también se ha especializado en política latinoamericana, especialmente Brasil.
El 31 de octubre de 2019 el Canal 13 informó importantes cambios. El directorio aceptó la renuncia de Enrique Mujica Pérez a la Dirección de Prensa, asumiendo de forma interina Cristián Bofill Rodríguez, actual gerente de estrategia de TV Medios, empresa controladora del Canal. Mujica realmente habría sido despedido. Según se detalló, el periodista hace tiempo que venía manteniendo problemas con el gerente del Área Comercial de Canal 13 y actual director ejecutivo, Max Luksic, hijo del empresario Andrónico Luksic, dueño de la estación, así como con el gerente de Producción de la emisora y otros miembros del equipo.

## Obras
- Cristian Bofill (1992). Los muchachos impacientes.